# Elsie Maréchal
Elsie Maréchal (Acton (Londen), 21 juni 1894 - Ukkel, 25 maart 1969) was een Britse vrouw die actief was in het Belgische verzet en geallieerde vliegtuigbemanningen hielp ontsnappen aan de Duitse bezetter. Als gevolg van verraad werd ze ter dood veroordeeld en onderworpen aan het Nacht und Nebel beleid.

## Vroege leven
Elsie Mary Bell werkte tijdens de Eerste Wereldoorlog als lerares in Londen toen ze de jonge Belgische soldaat Georges Maréchal ontmoette. Hij was naar een ziekenhuis in Londen gestuurd om te herstellen van een longontsteking die hij had opgelopen in de Belgische loopgraven. Na hun huwelijk woonden ze in  Koblenz (Duitsland), waar Georges werkte voor de High Commission. Ze kregen drie kinderen: Lilian Grace, die als kleuter stierf, Elsie en Robert. In 1929 keerde Georges met zijn gezin terug naar Brussel.

## Tweede Wereldoorlog
Vanaf 1941 was het gezin actief in het Belgische verzet. De twee Elsies waren lid van het Comète netwerk, dat geallieerde vliegtuigbemanningen die boven vijandelijk gebied waren neergeschoten via Frankrijk hielp ontsnappen naar het neutrale Spanje. Uiteindelijk werden zij verraden door iemand die was gevangengenomen en ondervraagd door de Duitsers. Op 18 november 1942 werd het hele gezin gearresteerd en meegenomen voor ondervraging. 
Robert, die pas zestien jaar was, werd in januari 1943 vrijgelaten. De rest van het gezin kreeg eenzame opsluiting en werd herhaaldelijk op brute wijze verhoord. Ze weigerden te vertellen wat ze wisten en werden in april 1943 ter dood veroordeeld. Georges en verschillende andere mannen werden op 20 oktober 1943 geëxecuteerd.
In januari 1944 verlieten de beide Elsies de Gevangenis van Sint-Gillis in Brussel en begonnen als Nacht-und-Nebelgevangenen aan een bijna achttien maanden durende tocht tussen verschillende gevangenissen en concentratiekampen. Dit moest ervoor zorgen dat zij door de geallieerden niet opgespoord konden worden. Uiteindelijk werden zij door het Rode Kruis bevrijd.
De beide Elsies (en postuum ook Georges) kregen verschillende onderscheidingen van de Britse, Amerikaanse en Belgische regeringen. 
- Library of Congress Control Number: nb2013017724
- Virtual International Authority File: 305235006
- WorldCat: E39PBJcGprMMKK48ghgXf38jYP